# Buwaydah
Buwaydah (em árabe: بويضة) é um povoado Sírio localizado no Subdistrito de Suran no Distrito de Hama. De acordo com a Agência Central Síria de Estátisticas, Buwaydah tinha uma população de 486 pessoas no censo de 2004.